# ドキドキお姉さん
『ドキドキお姉さん』（ドキドキおねえさん）は、2003年7月25日（廉価版に当たるかぐやコレクションDVD版は2008年8月29日）にアトリエかぐや Berkshire Yorkshireから発売されたアダルトゲームである。
2005年9月30日には、アイチェリーからDVDPG版『ドキドキお姉さん DVDPG』が発売された。

## あらすじ
川奈智博はマンションで一人暮らしを満喫していたが、ある日、兄嫁のみちると義姉の瞳が智博の家に転がり込んでくる。その上、体育教師の水野葉月までが住み込んできた。さらにマンション管理人の娘の三浦玲子まで加わり、智博の部屋は「お姉さんパラダイス」と化していく。

## 登場人物
川奈 智博（かわな ともひろ）
声 - なし
主人公。京介の実弟で瞳、みちるの義兄。マンションで一人暮らしをしている。純情。
川奈 瞳（かわな ひとみ）
声 - カンザキカナリ
智博の義姉。京介の義妹。智博が小学生の頃に父親の再婚相手の連れ子として同居していた。母性本能の持ち主で世話好きだが、飲酒するとフェロモン全開で智博を誘惑するドキドキお姉さんに早変わりしてしまう。
川奈 みちる（かわな みちる）
声 - 青山ゆかり
智博、瞳の兄・京介の妻。智博の義姉を自称するが、実は義妹に当たる人物。現在は落第した智博のクラスメイトでもある。表裏のある人物で、外では可愛く振る舞っているが、家ではズボラでだらしなくなる。智博の前ではお姉さんぶる。京介とのセックスレスが長続きしたため、欲求不満状態である。
水野 葉月（みずの はづき）
声 - 草柳順子
保健体育の新任教師。住んでいたマンションを追い出され、瞳の誘いに乗って智博の部屋に同居することになる。体育教師でありながら運動音痴である。実はナイスバディの持ち主。
三浦 玲子（みうら れいこ）
声 - 北都南
マンション管理人の娘。智博の家の隣に住んでいるが、管理人の娘であるため、家賃はタダである。智博のことを「智クン」と呼び、「ウブで可愛い」と言いながら大人の色気で誘惑してくる。
川奈 京介（かわな きょうすけ）
智博の実兄で瞳の義兄。みちるの夫。